# I Hate U
I Hate U (ook gespeld als: 👁 Hate U) is een nummer van de Amerikaanse muzikant Prince uit 1995. Het is de eerste single van zijn zeventiende studioalbum The Gold Experience.
"I Hate U" kwam van een van de projecten die Prince nog moest afmaken op het label Warner Bros. Records, nog voordat hij zijn Emancipation-project maakte. De Amerikaanse actrice, model en zangeres Carmen Electra heeft gezegd dat Prince haar verteld heeft dat hij het nummer over haar heeft geschreven; dit is echter nooit bevestigd. Het nummer werd in een aantal landen een klein hitje. In de Amerikaanse Billboard Hot 100 bereikte het bijvoorbeeld de 12e positie. Ook in het Nederlandse taalgebied was het succes bescheiden; met een 20e positie in de Nederlandse Top 40 en een 43e positie in de Vlaamse Ultratop 50.